# 17250 Genelucas
17250 Genelucas è un asteroide della fascia principale. Scoperto nel 2000, presenta un'orbita caratterizzata da un semiasse maggiore pari a 2,8028205 UA e da un'eccentricità di 0,1662170, inclinata di 1,96235° rispetto all'eclittica.